# Ligne de Saint-Lô à Guilberville
La ligne de Saint-Lô à Guilberville est une ancienne ligne du réseau ferré français ouverte en 1892.

## Histoire
La loi du 17 juillet 1879 (dite plan Freycinet) portant classement de 181 lignes de chemin de fer dans le réseau des chemins de fer d’intérêt général retient en n° 46 une ligne de « Vire à Saint-Lô ». La ligne est déclarée d'utilité publique par une loi le 7 janvier 1881.
La ligne est concédée à titre définitif par l'État à la Compagnie des chemins de fer de l'Ouest par une convention signée entre le ministre des Travaux publics et la compagnie le 17 juillet 1883. Cette convention est approuvée par une loi le 20 novembre suivant.
Le 3 avril 1892, un embranchement ferroviaire à Guilberville sur la ligne de Caen à Vire, ouverte un an plus tôt, a permis de relier directement Vire à Saint-Lô,. Le transport de voyageurs a cessé sur cette ligne le 10 octobre 1938. Le transport de marchandises a ensuite été limité à la section Saint-Lô - Torigni-Saint-Amand. La traction des trains de marchandises dans les années 1970 était assurée par des BB 63500 du dépôt de Caen, puis dans les années 1980 d'abord par le locotracteur Y 7400 de la gare de Saint-Lô, et par l'Y 8000 de cette même gare les dernières années de cette décennie avant fermeture. 
La section de Condé-sur-Vire à Torigni-sur-Vire est officiellement fermée le 24 septembre 1989. Elle est retranchée du réseau ferroviaire et déclassé (PK 12,000 à 16,900) par un décret du 20 septembre 1991 en raison de la création d’une rocade à Torigni-sur-Vire et de l'agrandissement de la cartonnerie de Saint-Amand. La voie est déposée entre Condé-sur-Vire et Torigni-Saint-Amand début 1992 par l'entreprise Chancerel. Une partie des rails et les appareils de voie ont été récupérés par l'association ATCM qui exploite le Train Touristique du Cotentin entre Carteret et Portbail (Manche), et ont été reposés dans les gares de Barneville et de Carteret[réf. nécessaire].

## Desserte actuelle

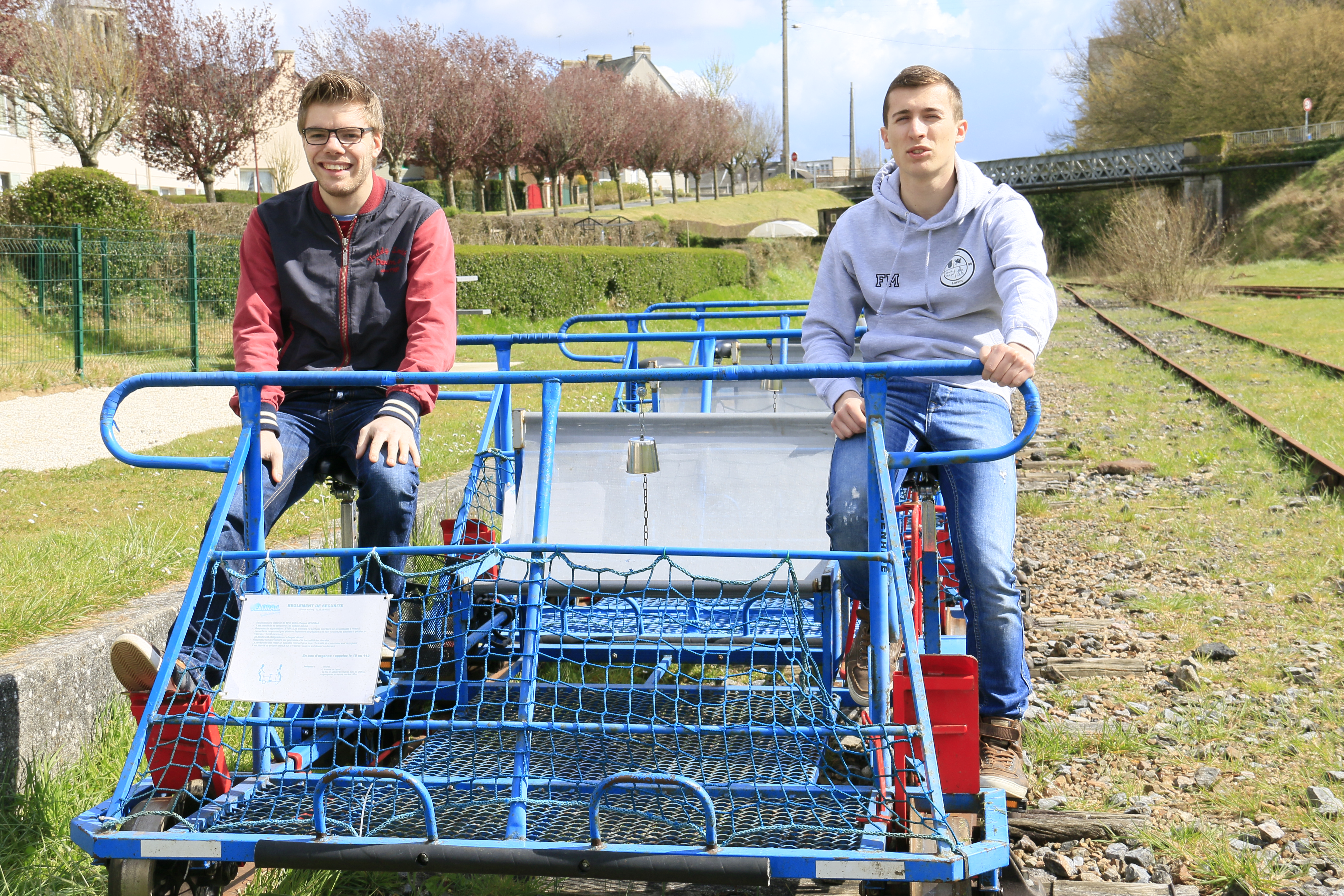
Une des dix-neuf cyclo-draisines du vélorail de Condé-sur-Vire, propriété de l'Association pour la Vire.

La voie ferrée n'est plus utilisée par la SNCF.
Le tronçon Condé-sur-Vire-Gourfaleur (5,5 km) est exploité pour l'usage touristique par une association pour la circulation touristique de quinze vélorails.

## Vestiges
La voie unique sur le tronçon Saint-Lô-Condé-sur-Vire est encore présente mais inutilisable. Au-delà la voie a été déposée.